# Fernando Medina Castro
Fernando Arturo Medina Castro (Chile, 20 de agosto de 1962) es un exfutbolista chileno que se desempeñaba en la posición de defensa o volante.

## Trayectoria
Comenzó su carrera profesional defendiendo los colores de Magallanes en 1983,participando en la Copa Libertadores 1985. Entre 1986 y 1988 defendió la camiseta de Everton. En 1989 jugó en Palestino, donde logró el ascenso a la Primera división. Tras el primer semestre de 1990 defendiendo los colores de Lozapenco,el segundo semestre regresó a Palestino.
En 1991 defendió la camiseta de Deportes Temuco, donde se coronó como campeón de la categoría, logrando el ascenso a la Primera división. La temporada siguiente, tiene un segundo paso por Magallanes. En 1993 ficha por Deportes Melipilla, donde juega por dos temporadas.Entre 1995 y 1996 juega por Cobresal, para en 1997 defender los colores de Deportes Arica en la Primera B, retirándose a fines de la temporada.

## Selección nacional
Por la Selección chilena, formó parte de la nómina que participó en los Juegos Panamericanos de 1987, donde obtuvieron medalla de plata al caer derrotado por 2-0 en la prórroga ante Brasil.

### Participación en Juegos Panamericanos
| Juegos                             | Sede           | Resultado        |
| ---------------------------------- | -------------- | ---------------- |
| Panamericanos de Indianápolis 1987 | Estados Unidos | Medalla de Plata |

## Clubes
| Club               | País  | Año       |
| ------------------ | ----- | --------- |
| Magallanes         | Chile | 1983-1985 |
| Everton            | Chile | 1986-1988 |
| Palestino          | Chile | 1989      |
| Lozapenco          | Chile | 1990      |
| Palestino          | Chile | 1990      |
| Deportes Temuco    | Chile | 1991      |
| Magallanes         | Chile | 1992      |
| Deportes Melipilla | Chile | 1993-1994 |
| Cobresal           | Chile | 1995-1996 |
| Deportes Arica     | Chile | 1997      |

## Palmarés

### Campeonatos nacionales
| Título    | Club            | País  | Año  |
| --------- | --------------- | ----- | ---- |
| Primera B | Deportes Temuco | Chile | 1991 |

### Copas internacionales
| Título                            | Club (*)                     | País           | Año  |
| --------------------------------- | ---------------------------- | -------------- | ---- |
| Medalla de plata en Panamericanos | Selección de fútbol de Chile | Estados Unidos | 1987 |

(*) Incluyendo la Selección